# Такого рода любовь
«Такого рода любовь» (англ. A Kind of Loving) — британский драматический фильм, снятый режиссёром Джоном Шлезингером по сценарию Кита Уотерхауса и Уиллиса Холла, основанном на одноимённом романе Стэна Барстоу. Главные роли в картине, являющейся режиссёрским дебютом Шлезингера, исполняют Алан Бейтс, Тора Хёрд и Джун Ритчи.
Фильм является частью Британской новой волны и драматургии кухонной мойки. Он получил четыре номинации на премию BAFTA, а также был удостоен «Золотого медведя» на Берлинском кинофестивале.

## Сюжет
Вик Браун — рабочий на фабрике в Манчестере, где занимает должность чертёжника. Он заводит роман со своей коллегой, Ингрид. После того, как Ингрид узнаёт, что беременна, Вик неохотно соглашается жениться на ней, однако вскоре находит себя живущим жизнью, которую никогда не хотел.

## Актёрский состав
- Алан Бейтс — Виктор «Вик» Браун
- Тора Хёрд — миссис Ротуэлл
- Джун Ритчи — Ингрид Ротуэлл
- Берт Палмер — Джеффри Браун
- Пэт Кин — Кристин Харрис
- Джеймс Болэм — Джефф
- Джек Сметерст — Конрой
- Гвен Нельсон — миссис Браун
- Джон Ронейн — чертёжник
- Дэвид Малоу — Дэвид Харрис
- Пэтси Роулендс — Дороти
- Майкл Дикон — Лес
- Аннетт Робертсон — Фиби

## Принятие

### Отзывы критиков
Фильм получил положительные отзывы критиков. На интернет-агрегаторе Rotten Tomatoes он имеет рейтинг 100% на основе 13 рецензий.

### Награды и номинации
| Ассоциация               | Год  | Категория                              | Номинант(-ы)               | Результат |
| ------------------------ | ---- | -------------------------------------- | -------------------------- | --------- |
| BAFTA                    | 1963 | Лучший фильм                           | «Такого рода любовь»       | Номинация |
| BAFTA                    | 1963 | Лучший британский фильм                | «Такого рода любовь»       | Номинация |
| BAFTA                    | 1963 | Лучший британский актёр                | Алан Бейтс                 | Номинация |
| BAFTA                    | 1963 | Лучший сценарий для британского фильма | Кит Уотерхаус, Уиллис Холл | Номинация |
| Берлинский кинофестиваль | 1962 | Золотой медведь                        | Джон Шлезингер             | Победа    |